# Heterangaeus
Heterangaeus là một chi ruồi trong họ Pediciidae phân bố ở vùng viễn đông Nga (Sakhalin & quần đảo Kuril), Cộng hòa Dân chủ Nhân dân Triều Tiên và Nhật Bản.

## Các loài
- Heterangaeus esakii Alexander, 1924
- Heterangaeus gloriosus (Alexander, 1924)
- Heterangaeus japonicus (Alexander, 1919)
- Heterangaeus laticinctus Alexander, 1931
- Heterangaeus pallidellus Alexander, 1933
- Heterangaeus spectabilis Alexander, 1924